# Anomis poliopasta
Anomis poliopasta là một loài bướm đêm trong họ Erebidae.